# فورت كامبل نورث (كنتاكي)
فورت كامبل نورث (بالإنجليزية: Fort Campbell North)‏ هو مكان مخصص للتعداد السكاني في مقاطعة كرستشيان، كنتاكي، الولايات المتحدة. تحتوي على معظم المساكن الخاصة بقاعدة فورت كامبل العسكرية داخل جزء كنتاكي من القاعدة. كان عدد السكان 13,685 في تعداد عام 2010، بانخفاض من 14,338 في عام 2000.